# Rhynchosia vendae
Rhynchosia vendae är en ärtväxtart som beskrevs av Charles Howard Stirton. Rhynchosia vendae ingår i släktet Rhynchosia och familjen ärtväxter. Inga underarter finns listade i Catalogue of Life.